# Katerine Savard
Katerine Savard (Pont-Rouge, 26 maggio 1993) è una nuotatrice canadese.

## Carriera
Ha fatto parte della staffetta che ha vinto la medaglia di bronzo nella 4x200m stile libero alle Olimpiadi di Rio de Janeiro 2016.

## Palmarès
- Giochi olimpici

Rio de Janeiro 2016: bronzo nella 4x200m sl.
- Mondiali

Budapest 2022: argento nella 4x100m sl e bronzo nella 4x200m sl.
Doha 2024: bronzo nella 4x100m sl e nella 4x100m misti.
- Mondiali in vasca corta

Windsor 2016: oro nella 4x200m sl e argento nella 4x100m misti.
Abu Dhabi 2021: oro nella 4x100m sl, nella 4x200m sl e nella 4x50m sl mista, argento nella 4x100m misti.
Melbourne 2022: argento nella 4x200m sl, bronzo nella 4x100m sl e nella 4x100m misti.
- Campionati panpacifici

Gold Coast 2014: bronzo nella 4x100m misti.
- Giochi panamericani

Toronto 2015: oro nella 4x100m sl, bronzo nei 100m farfalla e nella 4x200m sl.
Lima 2019: argento nella 4x200m sl e nella 4x100m misti, bronzo nella 4x100m sl.
Santiago del Cile 2023: oro nella 4x100m sl e nella 4x100m misti, argento nella 4x100m misti mista, bronzo nella 4x200m sl e nella 4x100m sl mista.
- Giochi del Commonwealth

Glasgow 2014: oro nei 100m farfalla e bronzo nella 4x100m misti.
Birmingham 2022: argento nella 4x200m sl e bronzo nella 4x100m sl.
- Universiadi

Kazan' 2013: oro nei 100m farfalla e argento nei 50m farfalla.
Taipei 2017: oro nella 4x100m sl.

## International Swimming League
| Stagione 2021 |
| ------------- |
| Cali Condors  |